# Alison Hargreaves

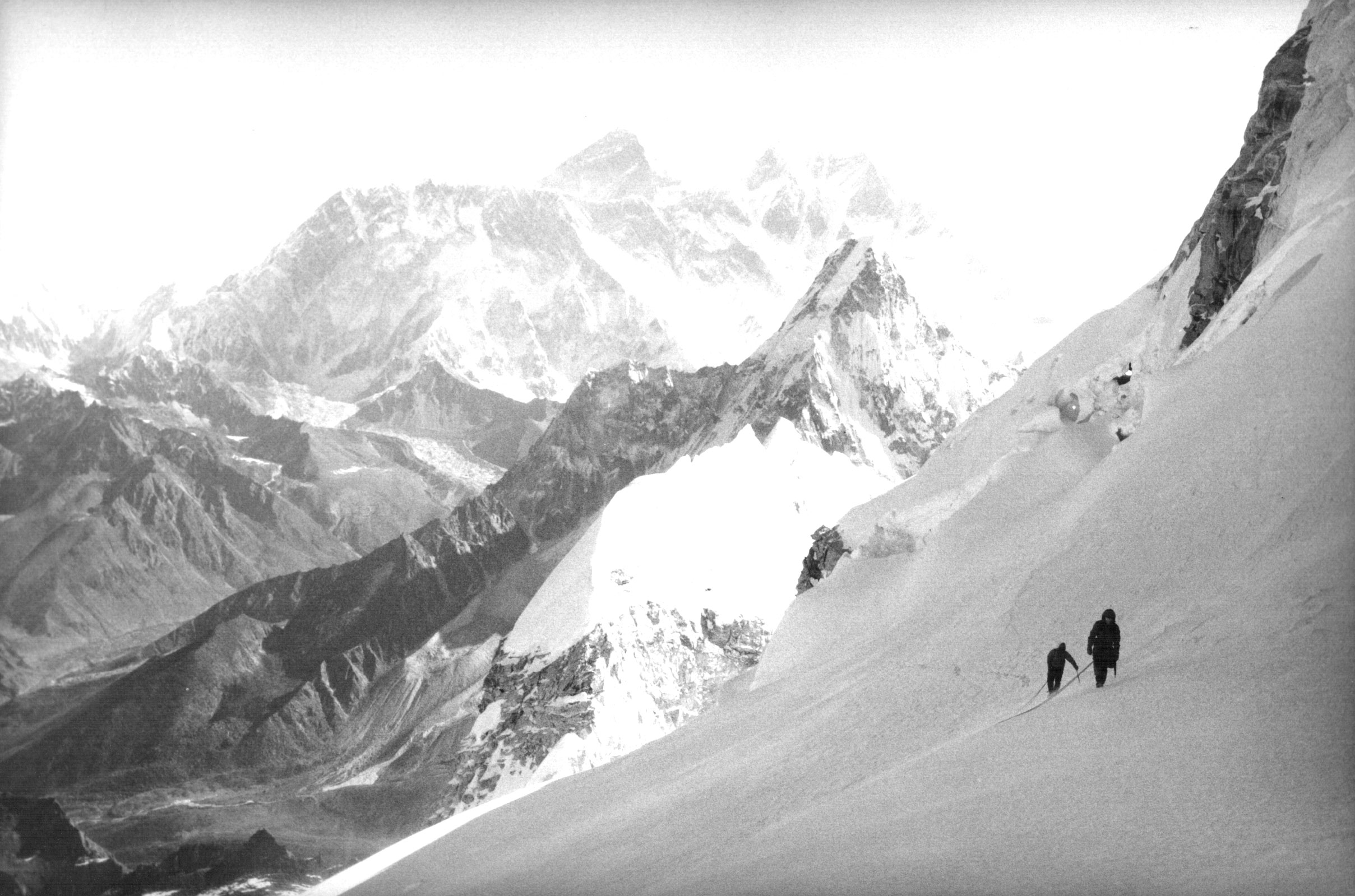
Alison Hargreaves und Jeff Lowe oberhalb des Hochlagers am Kangtega-Plateau am 1. Mai 1986

Alison Jane Hargreaves (geboren am 17. Februar 1962 in Mickleover, Derbyshire; gestorben am 13. August 1995 am K2) war eine schottische Bergsteigerin und Kletterin. Sie war eine der besten Bergsteigerinnen im Mixgelände, also gemischt Fels und Eis, und bei vielen ihrer Begehungen jeweils die erste Britin, der dies gelang.
Sie bestieg alle großen Nordwände der Alpen im Alleingang in einer einzigen Saison. Bei vier dieser Wände war es jeweils die erste Solo-Begehung einer Frau. Ihr gelang 1988 auch die Begehung der Eiger-Nordwand und die Besteigung der 6812 Meter hohen Ama Dablam. Hargreaves wurde vor allem durch ihre Besteigung des Mount Everest ohne Sauerstoff und ohne Unterstützung durch ein Trägerteam im Jahr 1995 bekannt. Mit ihren spektakulären Begehungen erregte sie Aufsehen und sie wurde auch außerhalb der Alpinszene bekannt. So wurde sie in etlichen Zeitungen porträtiert und hatte auch einen Leitartikel in der Times.
Hargreaves kam 1995 auf dem Höhepunkt ihrer alpinistischen Karriere beim Abstieg vom K2 ums Leben, als sie versuchte, die drei höchsten Berge der Welt innerhalb einer Saison zu besteigen.

## Leben
Hargreaves wurde 1962 als Tochter von Joyce und John Hargreaves in Mickleover/Derbyshire, einem Vorort von Derby geboren. 1975 zog die Familie nach Belper in Amber Valley. Hargreaves Mutter arbeitete als Mathematiklehrerin, ihr Vater in der Forschungsabteilung der British Rail. Sie hatte zwei Geschwister, eine zwei Jahre ältere Schwester und einen drei Jahre jüngeren Bruder. Ab 1973 bis zu ihrem Tod führte sie Tagebuch. Die ersten Klettereien im Alter von acht Jahren machte Hargreaves mit ihrem Vater und ihrer Schwester.
Die ersten ernsthaften Klettereien am Seil mit Partnern unternahm sie im Alter von 13 Jahren, was sie so begeisterte, dass Klettern von da an ein wesentlicher Lebensinhalt von ihr wurde.
1976 sah Hargreaves einen Vortrag des Bergsteigers Doug Scott, der 1975 die erste Besteigung des Mount Everest über die Südwest-Wand durchgeführt hatte. Das Buch Die weiße Spinne von Heinrich Harrer über die Besteigung der Eiger-Nordwand wurde zu ihrer Lieblingslektüre. Im Urlaub mit ihren Eltern in den Bergen Tirols 1976 sah sie zum ersten Mal die Alpen. In ihr Tagebuch schrieb sie: „Ich schob im Schlafwagen die Jalousie hoch und spähte hinaus und da waren diese phantastischen Felswände und ich brach einfach in Tränen aus. Ich fühlte, das war mein Zuhause und ich wollte einfach dableiben.“
1978 begann sie einen Wochenend-Teilzeitjob im „Bivouac“, einem Geschäft für Sportler und Bergsteiger, das ihrem späteren Ehemann Jim Ballard gehörte. Mit dieser Tätigkeit bekam sie innerhalb der britischen Kletterszene Kontakte zu bekannten Bergsteigern wie Don Whillans oder Ron Fawcett. Durch die Faszination des Bergsteigens vernachlässigte sie ihre schulischen Leistungen, ihre Noten waren so schlecht, dass ihr der Zugang zur Universität verwehrt blieb.
Im Bivouac entwickelte Hargreaves eigenes, sinnvolles Zubehör für Bergsteiger. Diese Produktlinie nannte sie „Faces“. Sie kaufte eine Industrienähmaschine und begann, Magnesiabeutel und Gamaschen für Bergsteiger herzustellen. Das Geschäft wurde schnell zu einem weiteren Standbein im Bivouac, eine weitere Werkstatt wurde angemietet und Mitarbeiter eingestellt. Die Jahre darauf war sie immer wieder in den schottischen Bergen unterwegs, trainierte und verfeinerte ihre Technik und baute ihre Produktlinie „Faces“ weiter aus.
Am 23. April 1988 heiratete sie Jim Ballard, im selben Jahr wurde ihr Sohn Tom geboren, 1991 ihre Tochter Kate. Lustlosigkeit und unfreundliches Auftreten ihres Mannes führten das einst gutgehende Geschäft Bivouac in die roten Zahlen und im Sommer 1992 mussten sie das Sportgeschäft aufgeben. Hargreaves beschloss daher, das Bergsteigen professionell zu betreiben und damit den Unterhalt der Familie zu gewährleisten. Als schließlich das Geschäft überschuldet war und das Haus in Meerbrook Lea versteigert wurde, zogen sie in die Schweiz. In den folgenden Jahren gelang es Hargreaves, als Profibergsteigerin so viel Geld zu verdienen, dass sie wieder zu bescheidenem Wohlstand gelangten. Dies war beachtlich, da nur wenige Bergsteiger von ihren Begehungen leben können, insbesondere für Frauen ist das schwierig. Hargreaves war die erste Britin, der das gelang.
Hargreaves hatte Bedenken vor dem ständigen Zusammensein mit ihrem Mann, von dem sie sich nach wie vor abhängig fühlte. Er bestimmte ihre Geschicke und ihre Pläne und trat nach außen hin als ihr Manager auf. Es soll auch häusliche Gewalt gegeben haben. Aus Sorge darüber, dass ein Richter das Sorgerecht für die Kinder wegen ihrer Leidenschaft zum Bergsteigen auf Ballard übertragen könnte, betrieb sie aber keine Trennung von ihrem Mann.
1995 starb Hargreaves im Himalaya am K2 auf dem Höhepunkt ihrer Karriere. Sie hinterließ ihren Ehemann Jim Ballard und zwei Kinder. Ihr Sohn Tom Ballard wurde auch  Bergsteiger, er hat ebenfalls alle großen Nordwände der Alpen solo bestiegen. Tom Ballard starb 2019 bei einem Winterbesteigungsversuch am Nanga Parbat.

## Alpinistische Karriere
Neben der Arbeit im Bivouac trainierte Hargreaves regelmäßig in den Klettergärten der Umgebung und im Winter an den steilen Eisrinnen und Eiswänden. Im Sommer 1982 wurde sie zu einem internationalen Kletterinnentreffen eingeladen, bei dem in zwei Wochen in britischen Klettergebieten zum Teil sehr schwierige Routen geklettert wurden. Diese Erfahrungen ermunterten sie, auch große Alpentouren ins Auge zu fassen. Im Mai 1983 nahm sie an einem weiteren Treffen von Kletterinnen teil, diesmal im Klettergebiet der Gorges du Verdon in den französischen Alpen. Dabei lernte sie Catherine Destivelle und Catherine Freer kennen. 1987 kam ihre Freundin und Vorbild Catherine Freer bei einem Absturz im kanadischen Yukon-Hummingbird-Grat/Mount Logan ums Leben.

### Der Frendo-Pfeiler an der Aiguille du Midi
Bestärkt durch die Erfolge bei den Kletterinnentreffen, machte sich Hargreaves mit dem befreundeten Kletterer Ian Parsons auf den Weg nach Chamonix, um die Aiguille du Midi über den Frendo-Pfeiler zu besteigen. Dieser ist 1200 Meter hoch und es sind sowohl Fels als auch Eispassagen zu überwinden. Sie brauchten für die Begehung drei Tage und genauso viele Biwaks. Die Anstrengung führte bei Hargreaves zu einer großen Erschöpfung. Nach dieser Tour blieben die beiden noch weitere zehn Tage im Mont-Blanc-Gebiet und machten noch andere schwere Routen wie z. B. die Nordwand der Tour Ronde. Hargreaves stellte erleichtert fest, dass die Erschöpfung wahrscheinlich auf mangelnde Akklimatisation zurückzuführen war – mit jedem Tag wurde sie besser.

### Große Touren in den Alpen
Im Mai 1984 war Hargreaves wieder in den Alpen, sie hatte sich jetzt zum Ziel gesetzt, die großen Touren zu bewältigen. Im Mont-Blanc-Gebiet beging sie das 1000 Meter hohe schwierige Supercouloir am Mont Blanc du Tacul, wieder als erste Britin. Danach beging sie die Nordwände von Aiguille du Triolet und Les Courtes, immer zusammen mit Parsons. Besonders hervorzuheben ist ihre Begehung der Nordwand des Matterhorns, diese ist besonders schwierig und gehört zu den drei größten kombinierten Touren der Alpen. Erst im September 1985 konnte sie wieder in die Alpen fahren, um ihre Besteigungen der großen Touren zu komplettieren: die Besteigung der Grandes Jorasses über den Croz-Pfeiler und des benachbarten Walkerpfeilers.

### Erste Besteigungen im Himalaya
Im Frühjahr 1985 wurde Hargreaves eingeladen, an einer Expedition zum Kangtega (6780 m) teilzunehmen. Als Akklimationstour wurde der 6119 Meter hohe Lobuche Peak ausgewählt und zwar über die Ostflanke, die noch nie begangen worden war. Sie bestiegen den Gipfel im Alpinstil, d. h. ohne eine Kette von Lagern und ohne Träger, was bedeutet, dass alle große Lasten zu schleppen haben. Hargreaves bewährte sich bei dieser Erstbesteigung und hatte etliche Seillängen geführt, obwohl sie noch nie in so großen Höhen unterwegs gewesen war. Kurz danach versuchte sie den Lhotse Shar (8383 m, Nebengipfel des Lhotse) zu besteigen, wurde aber von Lawinenabgängen gezwungen, umzukehren.

### Eiger-Nordwand
Einer der letzten großen Pläne von Hargreaves in den Alpen war die Begehung der Eiger-Nordwand. Als sie schwanger wurde, fürchtete sie, dass sie dadurch länger nicht zum Klettern kommen würde, und wollte daher die Begehung vor der Geburt durchführen. Als ihr Arzt keine Bedenken äußerte, fuhr sie im Juli 1988 mit Steve Aisthorpe nach Grindelwald. Obwohl das Wetter nicht ideal war, stiegen sie ein. In fünf Tagen und mit vier Biwaks in der Wand gelang ihnen die Begehung, auch wenn Hargreaves am Ende sehr erschöpft war. Die britischen Medien berichteten ausgiebig über ihren Erfolg, sie war erneut die erste Britin gewesen, der die Durchsteigung gelang. Es gab aber auch kritische Stimmen, die sich auf ihre Schwangerschaft bezogen. Am 1. Oktober 1988 kam ihr Sohn Tom zur Welt.

### Solo durch die sechs großen Nordwände der Alpen
1993 wollte sie die schwierigsten sechs Nordwände der Alpen im Alleingang besteigen, dies sind die Nordwände von Eiger, Matterhorn, Grandes Jorasses, Petit Dru, Piz Badile und der Großen Zinne. Einen Sponsor hatte sie gefunden, der sie für drei Jahre mit 600 Pfund pro Monat unterstützte. Sie wollte auch über diese Solobegehungen ein Buch schreiben und hatte dafür bereits einen Verlag gefunden. Ihr Buch A hard day’s Summer wurde 1995 veröffentlicht, dem aber großer finanzieller Erfolg versagt blieb.
Zuerst bestieg sie das Linceul (Leichentuch) am Grandes Jorasses, dann die Matterhorn-Nordwand und darauf den Eiger über die Lauper–Route. Es folgten die Nordwände der Piz Badile, des Aiguille du Dru und der Drei Zinnen. Für alle diese Nordwände hatte sie sich vorgenommen, nicht länger als 24 Stunden zu brauchen, was ihr auch gelang. Ihre extrem kurzen Besteigungszeiten wurden angezweifelt, daher beschloss sie den Beweis anzutreten, dass sie schnell und effektiv im Alleingang war. Daher reiste Hargreaves nach Chamonix, um im Winter als erste Frau die Grandes Jorasses über das Croz Couloir zu besteigen. Es gelang ihr, als Fotografen hatte sie David Sharrock engagiert, der vom Hubschrauber aus Fotos machte und damit die Besteigung dokumentierte.

### Ohne Flaschensauerstoff auf den Mount Everest
1994 erhielt sie die Möglichkeit, an einer medizinischen Expedition unter der Leitung von Simon Currin zum Mount Everest teilzunehmen. Der Versuch, alleine und ohne zusätzlichen Sauerstoff den Everest zu besteigen, misslang aufgrund starken Windes und extremer Kälte in einer Höhe von 8500 Metern, rund 350 Höhenmeter vor dem Gipfel.
Auf Anregung von George Band, dem Vorsitzenden des britischen Alpinistenverbandes, reiste sie 1995 erneut zum Everest. Die Idee war, dass innerhalb eines Jahres die drei höchsten Berge der Welt von einer britischen Bergsteigerin ohne Sauerstoff bestiegen werden. Der erste Berg dieser Trilogie sollte der Mount Everest sein. Im Gegensatz zum vorherigen Jahr bestieg sie den Berg nicht mehr von der nepalesischen, sondern von der tibetanischen Seite. Sie war zwar offiziell Teil einer Expedition, war aber am Berg völlig unabhängig und allein unterwegs. Dazu gehörte auch, dass sie alle Ausrüstung ohne Unterstützung durch Träger selbst vom Basislager in die verschiedenen Camps transportierte. Sie musste mehrmals zwischen den verschiedenen Lagern pendeln, um alle benötigten Ausrüstungsgegenstände in die oberen Lager zu bringen. Gleichzeitig diente dieser Aufenthalt auch der Anpassung an die Höhe. Obwohl sie viel Material schleppte, überholte sie mehrere Gruppen von Bergsteigern.
Am 13. Mai 1995 kurz nach 12:00 Uhr erreichte Hargreaves den Gipfel des Mount Everest, ohne zusätzlichen Sauerstoff und ohne fremde Hilfe – eine Sensation. Sie war die erste Frau, der dies gelang.
Nach ihrer Rückkehr nach England war das öffentliche Interesse an ihrer Besteigung groß, Interview folgte auf Interview. Selbst die Times widmete ihr einen Leitartikel. Beflügelt von diesem Erfolg, konzentrierte sich Hargreaves auf die Besteigung der nächsten zwei Berge: erst des K2, dann des Kangchendzönga.

### Besteigung des K2 und Tod
Ende Juni 1995 reiste Hargreaves nach Pakistan, um den K2 zu besteigen, der als einer der schwierigsten und gefährlichsten Achttausender gilt, mit wechselndem und häufig schlechtem Wetter.  Expeditionsleiter war Rob Slater, ein Geschäftsmann aus den USA. Zum Team gehörte auch der britische Bergsteiger Alan Hinkes, den Hargreaves auf der Trekkingtour zum K2 kennengelernt hatte. Ein erster Aufstiegsversuch zusammen mit Teammitgliedern scheiterte am schlechten Wetter. Nach dem Wetterumschlag wartete die Expedition elf Tage im Basislager auf Besserung.
Als sich das Wetter besserte, versuchte Hargreaves eine Solobesteigung. Es war aber so viel Schnee gefallen, dass sie ohne die Hilfe anderer beim Spuren keine Chance gehabt hätte. Daher schloss sich Hargreaves einem spanischen und einem neuseeländischen Team an. Im neuseeländischen Team war auch Peter Hillary, Sohn des Erstbesteigers des Mount Everests. Am folgenden Tag erreichten sie das Hochlager auf 7800 Metern. Vom Aufstieg im tiefen Schnee und vom Errichten des Hochlagers waren alle so erschöpft, dass sie einen Ruhetag einlegten. Gegen Mitternacht begann Hillary dann mit Kameraden den Aufstieg, zwei Stunden später folgten Hargreaves, Slater und zwei Neuseeländer und noch etwas später die drei Spanier Lorenzo Ortiz, Javier Escartin und Javier Olivar. Am „Flaschenhals“, einer gefährlichen und kritischen Stelle, drehte Hillary mit seinen Kameraden wegen Kälte und Erschöpfung um. Die anderen gingen weiter, kamen aber nur sehr langsam voran.
Hargreaves stand am 13. August 1995 um etwa 18:00 Uhr auf dem Gipfel, nach einem Aufstieg mit dem Team der Spanier und ohne zusätzlichen Sauerstoff. Die Spanier meldeten das Erreichen des Gipfels über Funk an ihr Team im Basislager und erwähnten dabei auch Hargreaves. Sie begann zusammen mit dem spanischen Team um etwa 19:00 Uhr mit dem Abstieg. Inzwischen schlug das Wetter um und ein Sturm fegte über den Berg, in den sie mit den anderen Bergsteigern geriet. Sie und die anderen fünf vom Gipfel absteigenden Bergsteiger starben in diesem Sturm. Vermutet wird, dass Hargreaves in Höhe des Flaschenhalses über die Südflanke abstürzte.
Ein Bergsteiger aus dem spanischen Team, Lorenzo Ortas, berichtete, dass sie am nächsten Morgen Ausrüstungsgegenstände gefunden hätten, die Hargreaves zugeordnet werden können. Er vermutete, dass sie etwa aus 8400 Metern Höhe – also noch deutlich über dem Flaschenhals – vom Berg gefegt wurde. Hargreaves blieb dort liegen, wo sie vermutlich aufgeschlagen war.

## Anfeindungen als bergsteigende Frau
Hargreaves war bei der Besteigung der Eiger-Nordwand schwanger gewesen. Als dies bekannt wurde, wurde sie heftig kritisiert. Sie antwortete darauf: „Ich war schwanger, nicht krank.“ Dies und auch die Tatsache, dass sie Mutter von zwei kleinen Kindern war, wurde immer wieder thematisiert. Ihre Touren stießen ethische Diskussionen an, etwa bezüglich der Verpflichtungen und Risiken, die sie als bergsteigende Mutter einging. Insbesondere nach ihrem Tod am K2 wurden viele Stimmen laut, die beklagten, dass sie zu viele Risiken eingegangen sei und deshalb ihre Kinder Halbwaisen seien. Solche Kritik wurde aber bei bergsteigenden Vätern nie geäußert.

## Alpinistische Leistungen und Erfolge
| Jahr          | Berg                                                               | Route                                            | Partner                              | Anmerkung                                                                                          |
| ------------- | ------------------------------------------------------------------ | ------------------------------------------------ | ------------------------------------ | -------------------------------------------------------------------------------------------------- |
| 1983          | Aiguille du Midi                                                   | Frendopfeiler                                    | Ian Parsons                          | Beginn des intensiven Bergsteigens                                                                 |
| 1984          | Mont Blanc du Tacul                                                | Supercouloir                                     | Ian Parsons                          | Eisklettern                                                                                        |
| 1984          | Aiguille de Triolet und Les Courtes                                | Nordwand                                         | Ian Parsons                          | |
| 1984          | Matterhorn                                                         | Nordwand                                         | Ian Parsons                          | |
| 1985          | Grandes Jorasses                                                   | Nordwand                                         | Ian Parsons                          | |
| 1986          | Lobuche                                                            | Normalroute zur Akklimatisation für den Kangtega | Jeff Lowe, Tom Frost und Mark Twight | 1. Expedition in den Himalaya                                                                      |
| 1986          | Kangtega                                                           | Nord-West                                        | Mark Twight                          | Erstbegehung der Route                                                                             |
| 1987          | Ama Dablam                                                         | Normalroute                                      | Steve Aisthorpe                      | 2. Expedition in den Himalaya, Abbruch wegen Schlechtwetter                                        |
| 1988          | Eiger                                                              | Nordwand                                         | Steve Aisthorpe                      | Während der Schwangerschaft                                                                        |
| 1989          | Les Droites                                                        | Nordwand                                         | Steve Aisthorpe                      | |
| 1990          | Trango-Türme Nameless Tower                                        |                                                  | Jeff Lowe und Catherine Destivelle   | David Breashears filmt den Aufstieg                                                                |
| 1992          | Matterhorn                                                         | Hörnligrat                                       | Solo                                 | Beim Abstieg hilft sie vier schlecht ausgerüsteten Bergsteigern vom Berg und erleidet Erfrierungen |
| 1993          | Durchsteigung aller sechs großen Nordwände der Alpen im Alleingang |                                                  | Solo                                 | |
|               | Grandes Jorasses                                                   | Leichentuch                                      | Solo                                 | Erster Soloaufstieg einer Frau                                                                     |
|               | Matterhorn                                                         | Nordwand                                         | Solo                                 | Erster Soloaufstieg einer Frau                                                                     |
|               | Eiger                                                              | Lauper Route                                     | Solo                                 | Erstbesteigung durch eine Britin                                                                   |
|               | Piz Badile                                                         | Nordwand                                         |                                      | |
|               | Aiguille du Dru »Bonattipfeiler«                                   | Nordwand                                         | Solo                                 | Erster Soloaufstieg einer Frau                                                                     |
|               | Drei Zinnen                                                        | Nordwand                                         | Solo                                 | Erster Soloaufstieg einer Frau                                                                     |
| November 1993 | Grandes Jorasses                                                   | Croz Couloir                                     | Solo                                 | Erste Winterbegehung einer Frau, Helikopter-Fotos des Aufstieges von David Sharrock                |

| 3. Expedition ins Himalaya – 2. Expedition ins Karakorum | 3. Expedition ins Himalaya – 2. Expedition ins Karakorum | 3. Expedition ins Himalaya – 2. Expedition ins Karakorum | 3. Expedition ins Himalaya – 2. Expedition ins Karakorum                               | 3. Expedition ins Himalaya – 2. Expedition ins Karakorum                                                           |
| -------------------------------------------------------- | -------------------------------------------------------- | -------------------------------------------------------- | -------------------------------------------------------------------------------------- | --- |
| 1994                                                     | Mount Everest                                            | Südseite                                                 | Mitglied einer medizinischen Expedition von Simon Currin, Allgemeinmediziner aus Wales | Abbruch auf 8.500 Meter wegen Sturm und Kälte                                                                      |
| 13.05.1995                                               | Mount Everest                                            | Nordseite                                                | Expedition mit Dick Allen, Aufstieg zum Gipfel Solo                                    | Erster Aufstieg einer Frau ohne Hilfe und ohne zusätzlichen Sauerstoff. Am Gipfel trifft sie auf Christian Kuntner |
| 13.08.1995                                               | K2                                                       | Abruzzengrat                                             | Expedition mit Dick Allen                                                              | Begleiteter Aufstieg ohne zusätzlichen Sauerstoff, tödlicher Unfall beim Abstieg                                   |